# Гіперобчислення
Гіперобчисленнями або надтюрінговими обчисленнями, (англ. hypercomputation) називають такі обчислення, які не можуть бути виконані на машині Тюрінга. Вони включають в себе різноманітні гіпотетичні методи, засновані на суперрекурсивних алгоритмах, а також деякі інші типи обчислень — наприклад, інтерактивні обчислення. Термін гіперобчислення був вперше введений Джеком Коуплендом та Діаною Праудфут.
Терміни не можна назвати синонімами: «надтюрінгове обчислення» на відміну від «гіперобчислення», як правило, означає, що запропонована модель повинна бути фізично реалізованою.
Можливість фізичної реалізації таких обчислень активно обговорюється.

## Історія
Моделі більш потужні, ніж машина Тюрінга, були введені Аланом Тюрінгом в його роботі 1939 року Системи логік, засновані на ординалах. Ця робота досліджувала математичні системи, в яких існував оракул, який міг вирахувати одну довільну нерекурсивну функцію на множині натуральних чисел. Він використав цю модель для того, щоб показати, що навіть у такій, більш потужній системі, все одно присутні необчислювані функції. У своїй роботі Тюрінг ясно дав зрозуміти, що така модель є не більш ніж математичною абстракцією і не може бути реалізована в реальному світі.

## Передбачувані способи гіперобчилення
- Машина Тюрінга, яка може виконати нескінченну кількість кроків за скінченний час (просто можливість роботи машини Тюрінга протягом нескінченного часу (тобто потенційна нескінченність) недостатня). Один з передбачуваних способів досягти такого результату — використовувати уповільнення часу для того, щоб дозволити комп'ютеру зробити нескінченну кількість циклів за скінченний по годинах для зовнішнього спостерігача час (таке обчислення потребують нескінченної енергії — див. простір-час Маламета — Хогарта). Ще одним, чисто математичним, способом є так звана машина Зенона, заснована на парадоксі Зенона. Машина Зенона виконує свій перший крок обчислень за час, наприклад, 1 хвилину, другий за ½ хвилини, третій за ¼ хвилини і т. д. Підсумовуючи цю нескінченну геометричну прогресію, ми отримаємо, що машина виконує нескінченну кількість кроків протягом 2 хвилин. Однак, деякі стверджують, що, відповідно до міркуваннь в парадоксі Зенона, така машина не лише фізично, а й логічно неможлива.[4]
- Оригінальні оракул-машини Тюрінга, що були ним винайдені у 1939.
- Дійсний комп'ютер (підвид ідеалізованого аналогового комп'ютера) здатний здійснювати гіперобчислення[5] за умови, що фізика припускає існування справжніх дійсних чисел. Це, ймовірно, вимагає існування якихось дуже дивних законів фізики (наприклад наявності вимірної фізичної константи, яка може бути використана як оракул — див., наприклад, константа Хайтина[en]) та повинно, як мінімум, вимагати можливості вимірювання фізичних констант з довільною точністю, незважаючи на тепловий шум і квантовомеханічні ефекти.
- Вічна машина Тюрінга — це узагальнення машини Зенона, яка може виконати невизначено тривале обчислення, кроки в якому перенумеровані потенційно трансфінітно ординальними числами. Вона моделює звичайну у всіх інших сенсах машину Тюрінга, для якої незупинні обчислення завершуються шляхом досягнення спеціального стану, зарезервованого для досягнення граничного ординалу[en], і для якої доступні результати всіх попередніх нескінченних обчислень.[6]
- Квантовомеханічні системи, які якимось чином використовують, наприклад, нескінченну суперпозицію станів для обчислення необчислюваних функцій.[7] Це неможливо при використанні стандартного квантового комп'ютера, оскільки доведено, що звичайний квантовий комп'ютер PSPACE-зводимий (квантовий комп'ютер, що працює поліноміальний час, може бути змодельований на класичному комп'ютері, що використовує поліноміальний простір).[8]
- Техніка, відома як необмежений детермінізм, може дозволяти обчислення необчислюваних функцій. Це питання є предметом обговорення в літературі.
- Використання замкнених часоподібних кривих, всупереч поширеній думці, не дозволяє виконувати надтюрінгове обчислення, оскільки відсутній нескінченний об'єм пам'яті.
- На початку 1990-х Хава Сігельманн[9] запропонувала модель, засновану на нескінченній еволюції нейронних мереж, здатну проводити гіперобчислення.[10]

## Аналіз можливостей
Надтюрінгові обчислення мають багато пропозицій альтернативних способів, щоб прочитати оракул або консультативну функцію вбудовані в іншому випадку класичної машині. Інші надають доступ до деяких вищих рівнів арифметичної ієрархії. Наприклад, багатофунуціональна машина Тюрінга, при звичайних припущеннях, зможе обчислити будь-який предикат, який містить {\displaystyle \Sigma _{1}^{0}} або {\displaystyle \Pi _{1}^{0}}. За допомогою обмеження рекурсії, навпаки, можна обчислити будь-який предикат або функцію у відповідному тюрінговому степені, який, як відомо, дорівнює {\displaystyle \Delta _{2}^{0}}. Далі Ґолд показав, що обмеження часткової рекурсії дозволить обчислювати саме предикати {\displaystyle \Sigma _{2}^{0}}
| Модель                               | Обчислювані предикати                            | Примітки                                                        | Посилання     |
| ------------------------------------ | ------------------------------------------------ | --------------------------------------------------------------- | ------------- |
| Баготофункціональність               | tt({\displaystyle \Sigma _{1}^{0},\Pi _{1}^{0}}) | Залежно від зовнішнього спостерігача                            |               |
| Обмеження / проб і помилок           | {\displaystyle \Delta _{2}^{0}}                  |                                                                 |               |
| Повторне обмеження ( K разів)        | {\displaystyle \Delta _{k+1}^{0}}                |                                                                 |               |
| Простір Маламента-Хогарта            | HYP                                              | Залежно від просторово-часової структури                        | [ 11 ]        |
| Аналоговорецидивуюча нейронна мережа | {\displaystyle \Delta _{1}^{0}[f]}               |                                                                 | [ 12 ] [ 13 ] |
| Недетермінована машина Тюрінга       | {\displaystyle \geq T(\Sigma _{1}^{1})}          |                                                                 | [ 14 ]        |
| Підвищення функції оракула           | {\displaystyle \Delta _{1}^{1}}                  | Для моделі з однією послідовності; {\displaystyle \Pi _{1}^{1}} |               |

## Критика
Мартін Девіс, у своїх працях із надтюрінгових обчислень ставиться до цієї теми, як до «міфу» та пропонує контраргументи до фізичної реалізованості надтюрінгових обчислень. Що стосується його теорії, він полемізує й стверджує, що це нове поле, засноване в 1990-х. Ця точка зору ґрунтується на історії теорії обчислюваності (ступеня нерозв'язності, обчислюваності над функціями, дійсних чисел та ординалів).